# Anna Sjtsjerbakova
Anna Stanislavovna Sjtsjerbakova (Russisch: А́нна Станисла́вовна Щербако́ва) (Moskou, 28 maart 2004) is een Russisch kunstschaatsster.

## Biografie
Sjtsjerbakova begon in 2007 met kunstschaatsen. Haar vroege carrière werd al snel onderbroken. Begin 2017 moest ze door een gebroken arm het NK junioren aan zich voorbij laten gaan en toen ze in de zomer van 2017 haar been brak was het seizoen 2017/18 grotendeels over voor haar. Daardoor maakte ze pas in het seizoen 2018/19 haar internationale debuut bij de junioren. Ze won de eerste Junior Grand Prix-wedstrijden, maar faalde tijdens de Junior Grand Prix-finale en werd daar vijfde.
Met een verschil van slechts 0,07 punt won Sjtsjerbakova eind 2018 de Russische titel bij de senioren, ten koste van Aleksandra Troesova. Op het daaropvolgend WK voor junioren moest ze wel haar meerdere erkennen in Troesova en won ze zilver. Sinds 2019/20 kwam Sjtsjerbakova uit bij de senioren. Ze werd in september 2019 de eerste die daar een viervoudige Lutz liet zien, een maand later voerde ze bij Skate America zelfs twee keer een viervoudige Lutz uit. In 2020 won ze voor de tweede keer de nationale titel en nam ze deel aan de Europese kampioenschappen. Hier eindigde ze als tweede, achter landgenote Aljona Kostornaja.

## Persoonlijke records
Behaald tijdens ISU wedstrijden. 
|                     | punten | datum      | toernooi          |
| ------------------- | ------ | ---------- | ----------------- |
| Hoogste totaalscore | 255.95 | 17-02-2022 | Olympische Spelen |
| Hoogste korte kür   | 081.07 | 15-04-2021 | World Team Trophy |
| Hoogste lange kür   | 175.75 | 17-02-2022 | Olympische Spelen |

## Belangrijke resultaten
| Kampioenschap                                     | 17/18 | 18/19  | 19/20         | 20/21         | 21/22         | 22/23         |
| ------------------------------------------------- | ----- | ------ | ------------- | ------------- | ------------- | ------------- |
| Olympische Spelen                                 |       |        |               |               | Goud          |               |
| Wereldkampioenschap                               |       |        | *             | Goud          | diskw. (*)    |               |
| Europees kampioenschap                            |       |        | Zilver        | *             | Zilver        |               |
| Grand Prix-finale                                 |       |        | Zilver        | *             | *             |               |
| Nationaal kampioenschap                           |       | Goud   | Goud          | Goud          | Zilver        | t.z.t.        |
| WK junioren                                       |       | Zilver | geen deelname | geen deelname | geen deelname | geen deelname |
| Junior Grand Prix-finale                          |       | 5e     | geen deelname | geen deelname | geen deelname | geen deelname |
| NK junioren                                       | 13e   | Brons  | geen deelname | geen deelname | geen deelname | geen deelname |
| * Afgelast naar aanleiding van de coronapandemie. |       |        |               |               |               |               |

(*) Alle Russische en Wit-Russische kunstschaatsers mochten niet deelnemen vanwege de inval in Oekraïne.
t.z.t. = trok zich terug
1908: Madge Syers ·
1920: Magda Julin ·
1924: Herma Plank-Szabo ·
1928: Sonja Henie ·
1932: Sonja Henie ·
1936: Sonja Henie ·
1948: Barbara Ann Scott ·
1952: Jeannette Altwegg ·
1956: Tenley Albright ·
1960: Carol Heiss ·
1964: Sjoukje Dijkstra ·
1968: Peggy Fleming ·
1972: Beatrix Schuba ·
1976: Dorothy Hamill ·
1980: Anett Pötzsch ·
1984: Katarina Witt ·
1988: Katarina Witt ·
1992: Kristi Yamaguchi ·
1994: Oksana Bajoel ·
1998: Tara Lipinski ·
2002: Sarah Hughes ·
2006: Shizuka Arakawa ·
2010: Kim Yuna ·
2014: Adelina Sotnikova ·
2018: Alina Zagitova ·
2022: Anna Sjtsjerbakova